# 龍田邨

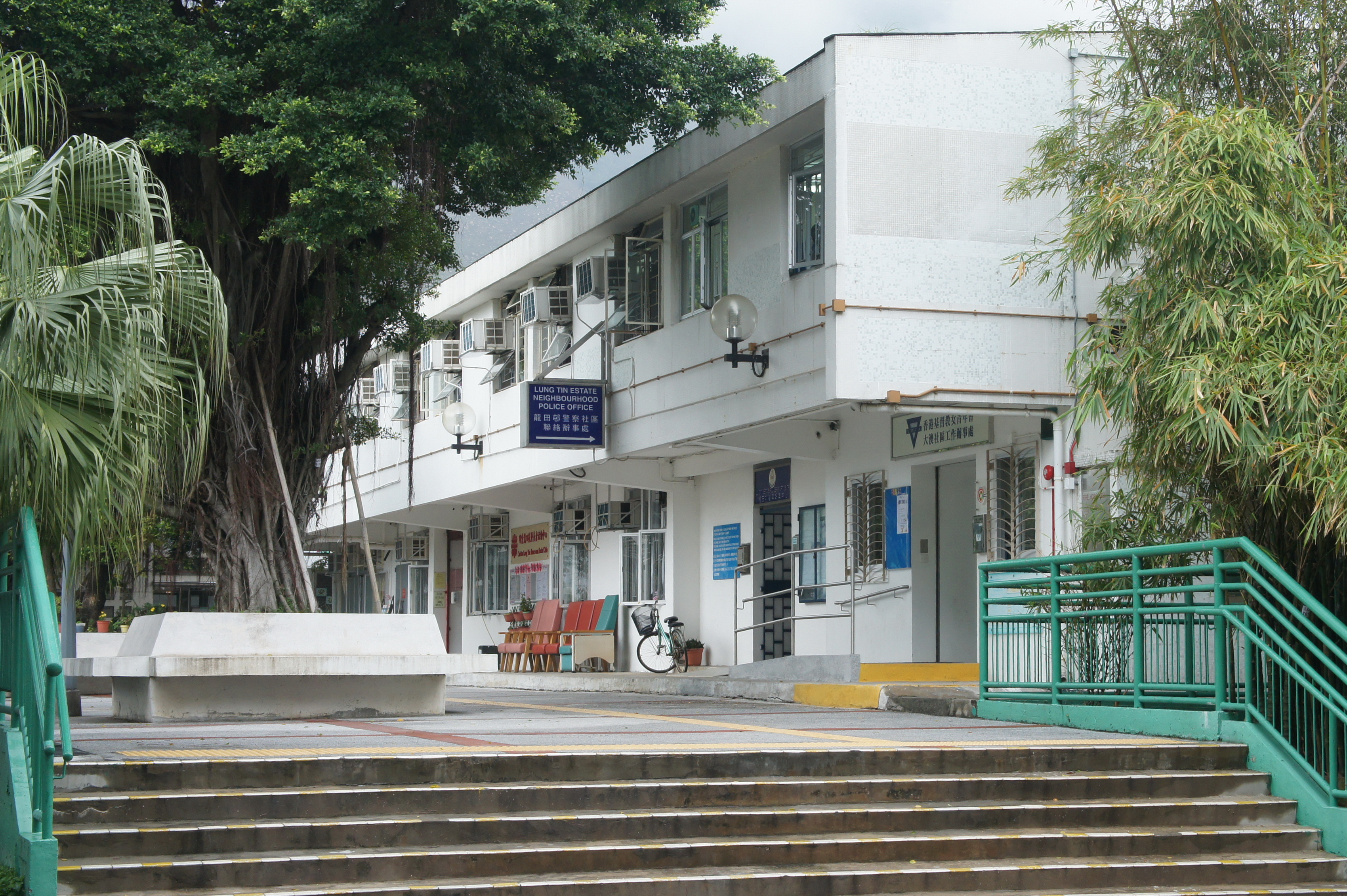
龍田邨龍田商店，圖中可見到香港基督教女青年會大澳社區工作辦事處和龍田邨警察社區聯絡辦事處。

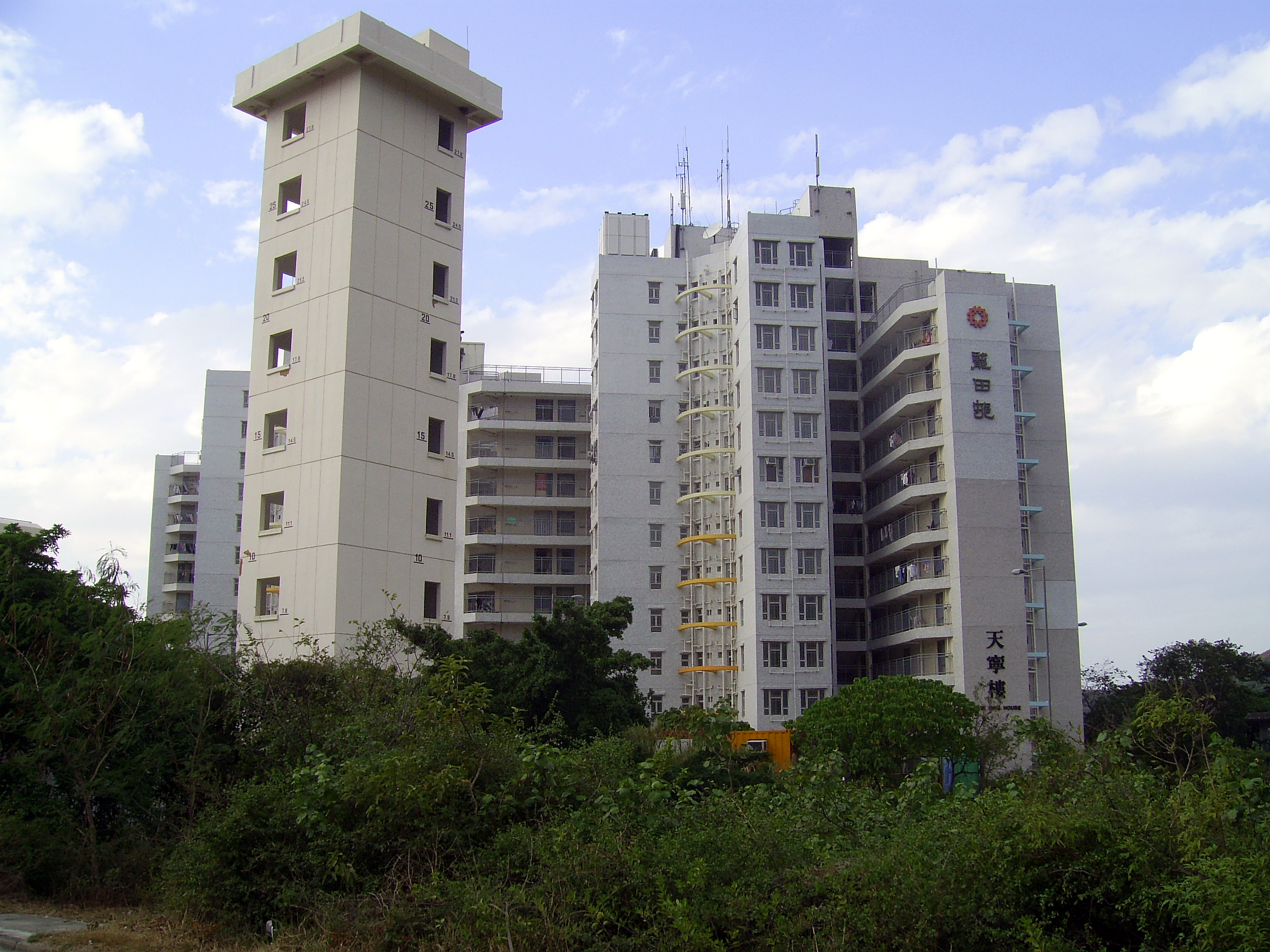
天寧樓

龍田邨（英語：Lung Tin Estate），項目名稱為「大澳鄉郊屋邨住宅區」，項目編號RH03，是香港的一個公共屋邨，位於新界大嶼山大澳東面的填海區，分兩期興建，是香港最西面的公共屋邨，第一期於1980年建成入伙，第二期於1995年建成入伙，由香港房屋委員會負責屋邨管理。

## 屋邨資料
第一期為合共7座（第1-7座）第一代鄉村型設計租住公屋、龍田商店、公共圖書館、街市及2個熟食亭，於1980年4月建成，為首個由房屋署總建築師設計的第一代鄉村型設計的公共屋邨，由房屋署總建築師設計，全為一梯兩伙式設計，單位面積介乎33至44.4 m2（355至478 sq ft），單位內沒有固定間格，窗戶已按預計房間的位置設定好，住戶可按需要間兩至三睡房；
第二期則為合共6座（第8-13座）第二代鄉村型設計租住公屋，以及將使用率低的街市和熟食亭翻新作幼稚園、家庭服務中心和有蓋表演場地，由房屋署總建築師（1及3）Mr. P.A. Ward ，SA/18 Mr.J.Ng 及 A/31 Mr.F. Fung負責設計，由保華德祥營造有限公司承建，於1995年1月建成，設計為露台走廊式，單位面積介乎16.3至53.92 m2（175.5至580.4 sq ft），提供一/二人單位，單位設計大致與銀灣邨相似，但不設露台及喉管外露，兩者同樣沒有固定間格的，但窗戶位置亦已按預計房間的位置設定好，設計上也考慮到間房後的採光及對流通風，住戶可按自己需要間出一房、兩房及三房單位。
1995年入伙初期，房屋署只把2座高座大廈天利樓及天寧樓推出約170個單位接受申請，當時已逾一半租出予合資格申請人；但4座低座天慶樓、天順樓、天吉樓及天華樓則保留至大嶼山有鐵路及公路連貫市區後，才於1999年轉作居屋，並易名作龍軒苑出售。
全邨在1998年高峰期共有734個單位，當時只有431戶入伙；2000年減至552個單位，但當時卻只有378戶入伙，空置率仍接近4成，2014年6月隨著天利苑出售後，龍田邨將減至467個單位。其中第8座已於2014年6月改裝作居屋，並易名作天利苑出售；而第10、11、12及13座，已於1999年更改為居屋龍軒苑發售。

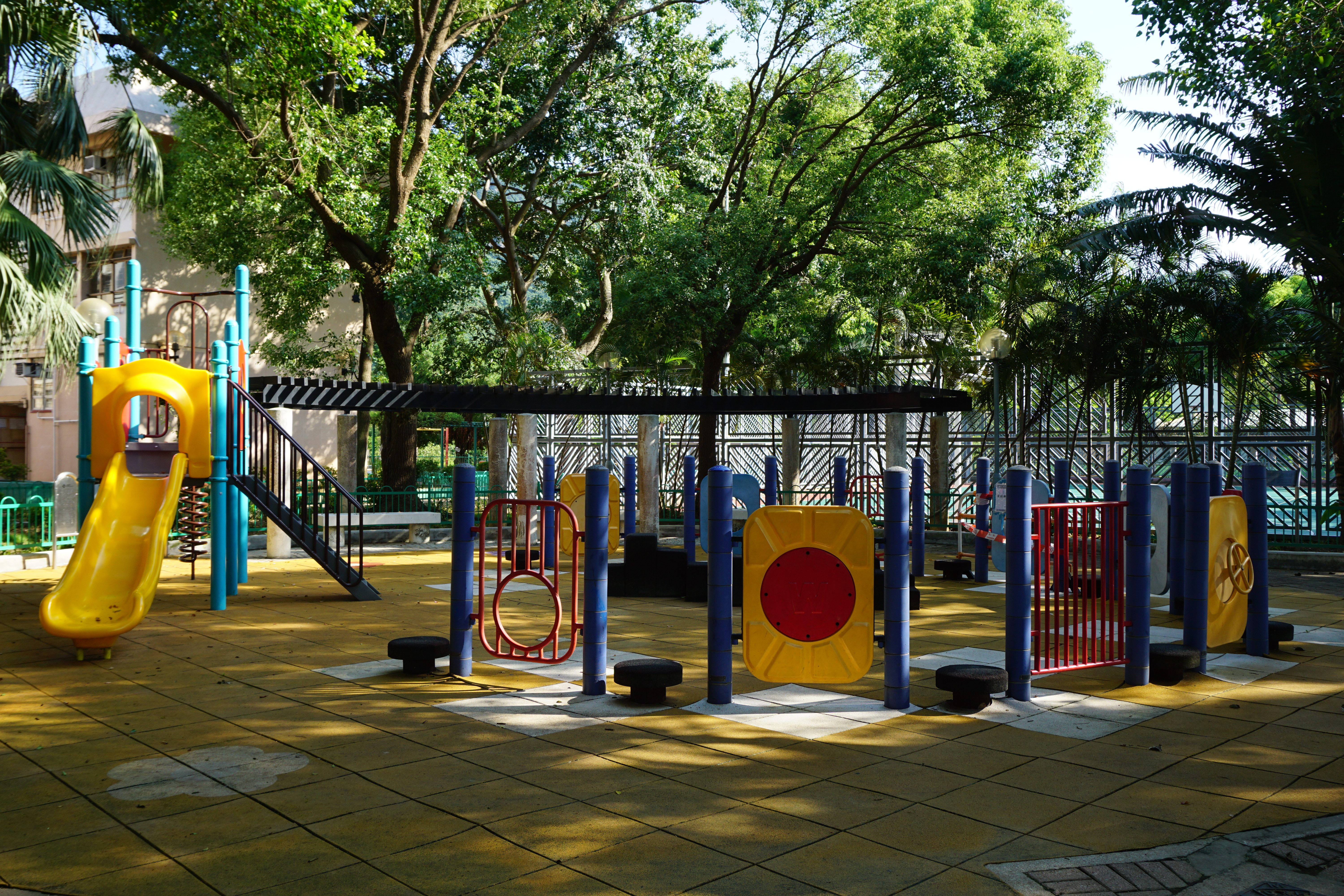
龍田邨兒童遊樂場

### 樓宇

#### 龍田邨
| 樓宇名稱（座號）     | 樓宇類型 | 落成年份 | 層數 | 每層伙數                          | 每座單位總數（伙） | 建築師                                                        | 承建商                 | 提供升降機的廠商 |
| -------------------- | -------- | -------- | ---- | --------------------------------- | ------------------ | ------------------------------------------------------------- | ---------------------- | ---------------- |
| 天福樓（第1座）      | 鄉村式   | 1980年   | 3    | 10                                | 30                 | 房屋署總建築師                                                | 安利(蕭氏)建築有限公司 | （不設升降機）   |
| 天德樓（第2座）      | 鄉村式   | 1980年   | 3    | 10                                | 30                 | 房屋署總建築師                                                | 安利(蕭氏)建築有限公司 | （不設升降機）   |
| 天富樓（第3座）      | 鄉村式   | 1980年   | 3    | 10                                | 30                 | 房屋署總建築師                                                | 安利(蕭氏)建築有限公司 | （不設升降機）   |
| 天貴樓（第4座）      | 鄉村式   | 1980年   | 3    | 10                                | 30                 | 房屋署總建築師                                                | 安利(蕭氏)建築有限公司 | （不設升降機）   |
| 天喜樓（第5座）      | 鄉村式   | 1980年   | 3    | 10                                | 30                 | 房屋署總建築師                                                | 安利(蕭氏)建築有限公司 | （不設升降機）   |
| 天財樓（第6座）      | 鄉村式   | 1980年   | 3    | 10                                | 30                 | 房屋署總建築師                                                | 安利(蕭氏)建築有限公司 | （不設升降機）   |
| 天成樓（第7座）      | 鄉村式   | 1980年   | 3    | 10                                | 30                 | 房屋署總建築師                                                | 安利(蕭氏)建築有限公司 | （不設升降機）   |
| 天寧樓（第9A及9B座） | 鄉村式   | 1995年   | 12   | 20 (1-9樓) 12 (10-11樓) 16 (地下) | 220                | 房屋署總建築師Mr. P.A. Ward、 SA/18 Mr.J.Ng、 A/31 Mr.F. Fung | 保華德祥營造有限公司   | 三菱VFDL         |

（註：因發展計劃內的第8，10，11，12及13座已經轉作居者有其屋計劃屋苑的關係，故此略去部份座號。上述座號是以房屋署Estate Property的記錄為依歸。）

##### 臨時收容中心
2008年6月7日香港下暴雨，令大澳區多個斜坡發生山泥傾瀉，居民被迫撤離，房委會即時開放龍田邨50個單位作災民的緊急居所。因應大澳與最接近的屯門寶田邨有相當距離，房委會決定將12個位於龍田邨低座的單位，改建為可容納76個床位的臨時收容中心，其中6個單位會改作設有三個上下鋪床的單位，供單身男士入住；另有兩個則專供單身女士入住，其餘四個單位供家庭入住。中心提供基本設施包括電熱水器、石油氣爐、風扇及百葉簾等，而入住災民毋須交租。

#### 龍軒苑

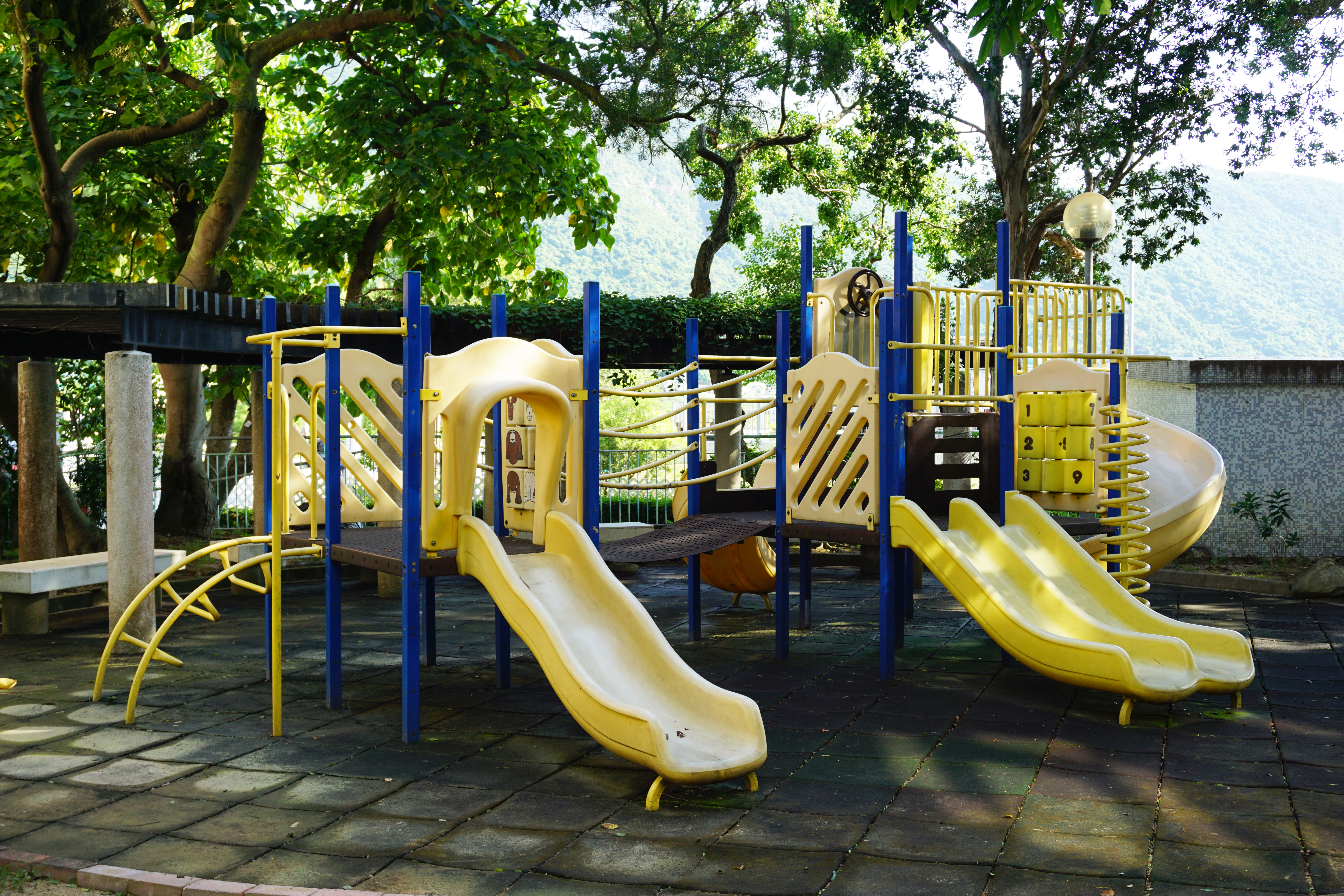
龍軒苑兒童遊樂場

龍軒苑（英語：Lung Hin Court）屬於香港政府動用兩億港元興建龍田邨的第二期，於1995年1月建成，位於丈量約份313號地段783號，於1995年2月28日落成，於1999年6月入伙，由房屋署總建築師（1）設計，由保華德祥營造有限公司承建。
興建第二期的原因是當時香港政府有意將棚屋清拆，以作安置居民。不過其後香港政府決定將大澳發展成為旅遊區域，清拆棚屋告吹，最終香港房屋委員會於1999年決定，將原本龍田邨第2期最近巴士總站的4幢5層高大廈（即龍田邨第10-13座）作居屋出售，並易名為龍軒苑，但仍然乏人問津。
直到2010年6月，香港房屋委員會推出最後一期居屋貨尾出售，而空置率高的龍軒苑也獲列入計劃之中。為了吸引香港人到大澳置業，房委會以每呎僅620港元出售該屋苑單位，全部單位的價值都不逾一百萬港元，是香港罕有的廉價屋苑，成功吸引不少買家。

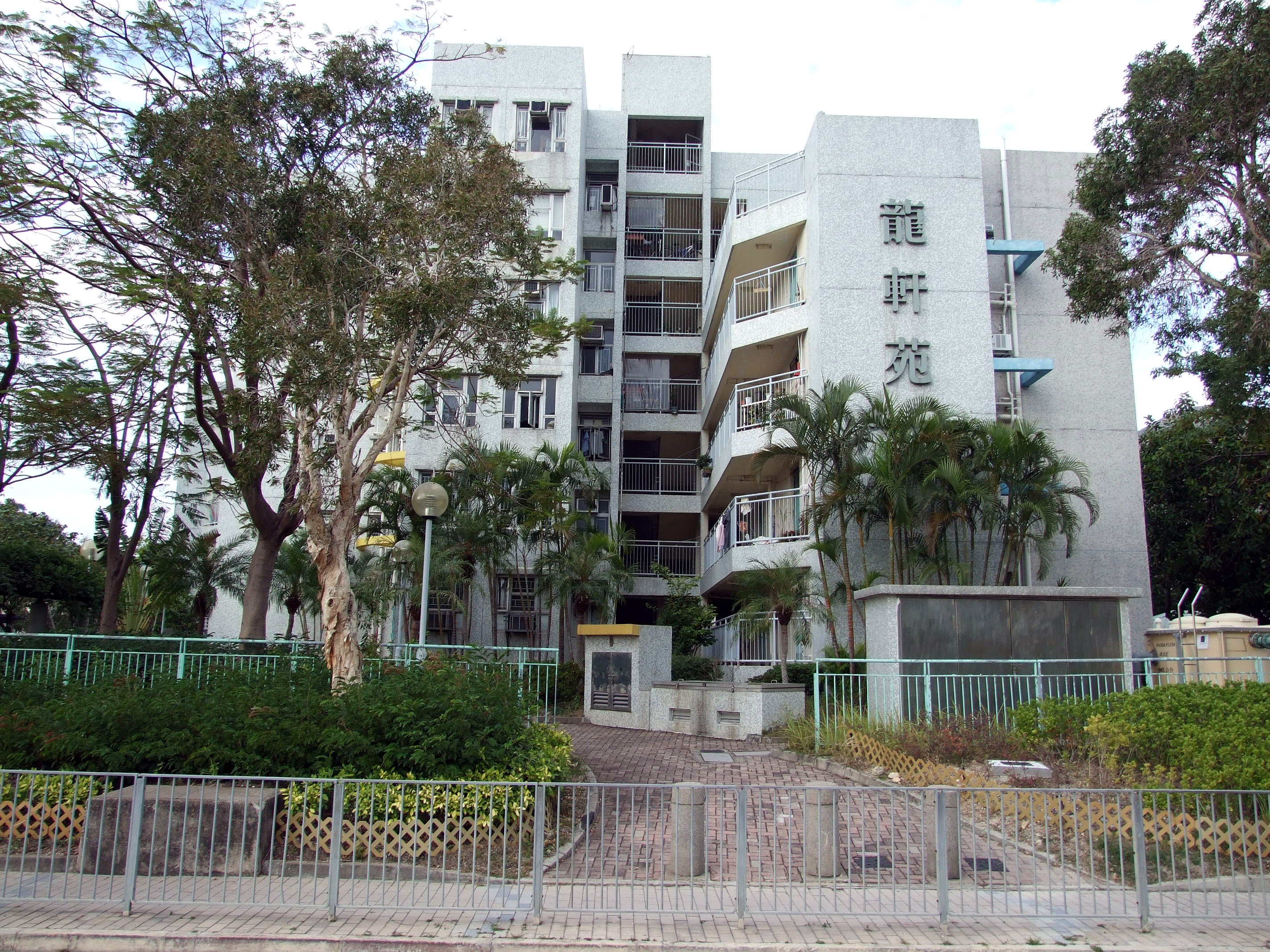
錦軒閣
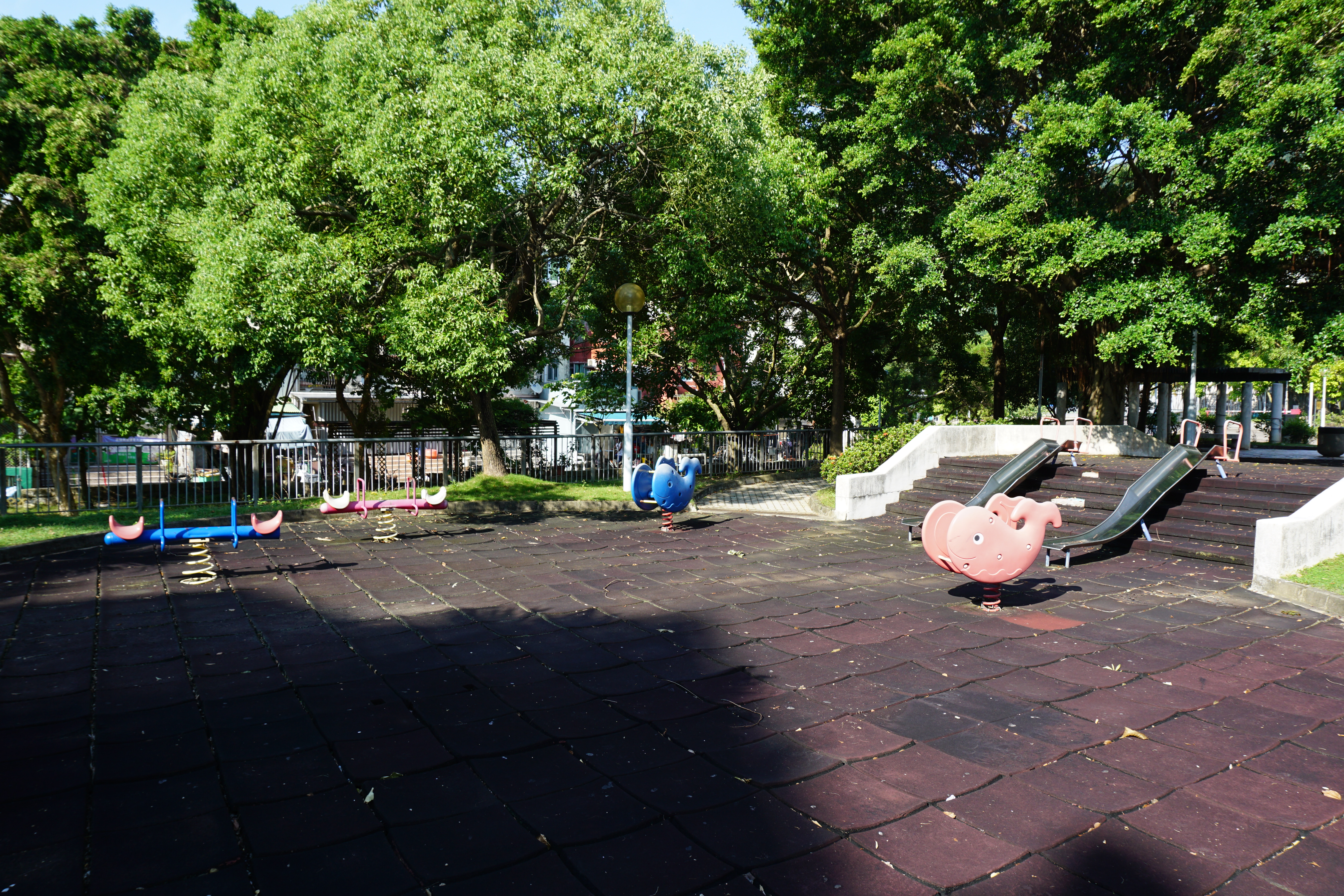
龍軒苑兒童遊樂場（2）

| 樓宇名稱（座號） | 樓宇類型 | 落成年份 | 層數 | 每層伙數                      | 每座單位總數（伙） | 建築師                                                        | 承建商               | 提供升降機的廠商 | 原屬樓宇（原座號）     |
| ---------------- | -------- | -------- | ---- | ----------------------------- | ------------------ | ------------------------------------------------------------- | -------------------- | ---------------- | ---------------------- |
| 錦軒閣（A座）    | 鄉村式   | 1995年   | 6    | 10 (1-3樓) 6 (4-5樓) 7 (地下) | 49                 | 房屋署總建築師Mr. P.A. Ward、 SA/18 Mr.J.Ng、 A/31 Mr.F. Fung | 保華德祥營造有限公司 | 三菱VFDL         | 龍田邨天慶樓（第10座） |
| 鱗軒閣（B座）    | 鄉村式   | 1995年   | 6    | 8 (地下, 1-3樓) 4 (4-5樓)     | 40                 | 房屋署總建築師Mr. P.A. Ward、 SA/18 Mr.J.Ng、 A/31 Mr.F. Fung | 保華德祥營造有限公司 | 三菱VFDL         | 龍田邨天順樓（第11座） |
| 暢軒閣（C座）    | 鄉村式   | 1995年   | 6    | 10 (1-3樓) 6 (4-5樓) 8 (地下) | 50                 | 房屋署總建築師Mr. P.A. Ward、 SA/18 Mr.J.Ng、 A/31 Mr.F. Fung | 保華德祥營造有限公司 | 三菱VFDL         | 龍田邨天吉樓（第12座） |
| 永軒閣（D座）    | 鄉村式   | 1995年   | 6    | 8 (地下, 1-3樓) 4 (4-5樓)     | 40                 | 房屋署總建築師Mr. P.A. Ward、 SA/18 Mr.J.Ng、 A/31 Mr.F. Fung | 保華德祥營造有限公司 | 三菱VFDL         | 龍田邨天華樓（第13座） |

- 錦軒閣
- 龍軒苑兒童遊樂場（2）

#### 天利苑
天利苑（英語：Tin Lee Court）前身為第二期龍田邨天利樓（第8座），由房屋署總建築師（1）設計，由保華德祥營造有限公司承建，1995年1月落成。然而天利樓全幢85個單位中，只有14戶入住，空置率達8成，一度被批評浪費資源。香港政府就活化大澳計劃，曾構思將天利樓改裝成為青年旅舍，然而計劃一拖再拖，再無下文。2013年2月，房屋署通過將龍田邨天利樓改裝成為居屋出售，並易名為天利苑，為首個利用已入伙的出租公屋大廈轉作居屋出售，以善用公共房屋資源。至於天利樓的14戶需要調遷，房屋署將會向有關租戶提供搬遷津貼及給予一個月免租期。為了鼓勵租戶盡早遷出，房屋署建議租戶可以選擇調遷往香港任何地區，並且發出保證書，讓他們在天利樓的單位發售時優先獲得購買其中的改裝單位。所有租戶已於2013年8月底前遷出，方便有關部門展開工程，改裝工程亦正展開，單位平均面積400呎，於2014年4月底竣工。
2014年3月底，資助房屋小組委員會通過細節安排，天利苑將以市價七折發售，售價約64萬至89萬元，銷售對象主要為退休人士及「居家辦公」的年輕人，亦是繼龍軒苑後少數售價低於100萬的廉價屋苑。預料85個單位悉數售出的話將為房委會帶來7000萬港元的收入。
在設計方面，房署會參考了龍軒苑的設計進行改裝工程，將其中一個單位改建為聯合辦事處以供予管理服務及業主立案法團用途。

##### 最貴居屋管理費
2014年7月23日，因物業伙數少及位置偏遠，房委會公佈天利苑單位每月管理費高達2,043至2,073港元，每平方呎管理費高達4.27元，媲美西九龍豪宅天璽，同時創下最貴管理費居屋紀錄。關注團體表明難以接受，擔心日後未必有減價空間。
| 樓宇名稱（座號） | 樓宇類型 | 落成年份 | 層數 | 每層伙數                              | 每座單位總數（伙） | 建築師                                                        | 承建商               | 提供升降機的廠商 | 原屬樓宇（原座號）    |
| ---------------- | -------- | -------- | ---- | ------------------------------------- | ------------------ | ------------------------------------------------------------- | -------------------- | ---------------- | --------------------- |
| 天利苑           | 鄉村式   | 1995年   | 12   | 8 (1-7樓) 7 (8-9樓) 5 (地下, 10-11樓) | 85                 | 房屋署總建築師Mr. P.A. Ward、 SA/18 Mr.J.Ng、 A/31 Mr.F. Fung | 保華德祥營造有限公司 | 三菱 VFDL        | 龍田邨天利樓（第8座） |

## 教育及福利設施

### 幼稚園
- 佛教張梅桂幼稚園[永久]（1995年創辦）（位於龍田邨第2期幼稚園座地下KG01室）

## 事件
2009年6月25日，龍田邨天寧樓一名患有妄想性精神分裂症的無業漢，持刀闖入女鄰居住所，狂斬對方四十多刀致死。

### 刊物
1. 「大澳龍田邨環境清幽 申請者從速把握機會」--- 房委會雙月刊1996年5月刊第4頁
2. Estate Property , 1980-2007, Hong Kong Housing Authority
3. Home office in Tai O, The Standard , 3rd April 2014, pp.16

## 外部連結
- 房屋署龍田邨資料 （页面存档备份，存于）
- 龍軒苑 （页面存档备份，存于）
- 天利苑 （页面存档备份，存于）
- 大澳龍田邨天寧樓2009年6月兇案 （页面存档备份，存于）